# Криворізький завод гірничого обладнання
ЗАТ «Криворізький завод гірничого обладання» (ЗАТ «КЗГО») — один з провідних заводів України з виготовлення запасних частин, деталей, вузлів і машин для підприємств гірничо-металургійного комплексу.
ЗАТ «КЗГО» створено в 2001 році. Свою господарську діяльність здійснює на виробничих потужностях ВАТ «КЦРЗ» — одного з найбільших виробників устаткування для підприємств ГМК.
Історія ВАТ «КЦРЗ» розпочинається з 11 квітня 1955 року, коли розпорядженням Ради Міністрів СРСР було прийнято рішення про початок будівництва заводу по ремонту гірничо-рудного устаткування.
Перша продукція механічно-зборочного цеху була випущена в липні 1961 року. Перша плавка чавуну — в квітні 1962 року.
01.07.1963 р. відповідно до розпорядження СНХ Придніпровського економічного району України від 28.06.1963 завод вступив в лад і дістав свою назву Криворізький Центральний рудоремонтний завод гірничо-збагачувального обладнання.
Будівництво і введення в лад нових цехів заводу тривало, і в 1973 році була освоєна проектна потужність заводу.
Основне завдання заводу в системі галузевого і територіального ділення виробництва — це забезпечення потреб гірничо-збагачувальних і металургійних комбінатів, кар'єрів, шахт Криворізького і Нікополь-Марганцевского рудних басейнів в необхідному устаткуванні, деталях і вузлах.
В умовах переходу України до ринкових стосунків державне підприємство «КЦРЗ» в 1995 році було перетворене у відкрите акціонерне товариство (наказ Фонду держмайна України № 2-АТ від 13.01.1995 р.).
Територія підприємства становить 97,9 га.
Основні види продукції підприємства:
- сталеве і чавунне литво, поковки і штампування;
- механічно оброблені деталі і вузли;
- зварні металоконструкції.

В той же час, ЗАТ «КЗГО» намагається розширювати асортимент своєї продукції і шукає нові ринки збуту.
На ЗАТ «КЗГО» встановлено переважно універсальне устаткування, що обумовлено типом організації виробництва. Завод оснащений верстатами і устаткуванням, яке дає можливість робити різні види обробки матеріалів, виготовляти унікальні деталі і вузли.